# دوست داشتنم سخته
«دوست داشتنم سخته» (انگلیسی: Hard to Love) ترانه‌ای از گروه دخترانه کره جنوبی بلک‌پینک است که به عنوان یک ترانه انفرادی توسط رزی عضو گروه خوانده شده‌است. این ترانه در ۱۶ سپتامبر ۲۰۲۲ به عنوان پنجمین قطعهٔ دومین آلبوم استودیویی گروه، صورتی زاده‌شده منتشر شد.